# Montfavet
Montfavet est une ancienne commune de Vaucluse (région Provence-Alpes-Côte d'Azur) fondée en 1612 autour de son église fortifiée construite en 1343.
Rattaché à Avignon en 1795, Montfavet est actuellement l'un des neuf quartiers d'Avignon.
Bien que considéré comme un quartier, Montfavet possède une identité administrative particulière avec son propre code postal (84140), un maire-adjoint délégué et une mairie annexe. Il possède un noyau villageois situé à 5 km du centre historique avignonnais, abritant l'église Notre-Dame de Bon Repos du XIVe siècle. Ses 14 000 habitants sont appelés les Montfavétaines et Montfavétains.
Au sud-est d'Avignon, Montfavet abrite notamment un centre hospitalier psychiatrique construit au XIXe siècle, situé sur la colline de Montdevergues, plusieurs zones industrielles et commerciales, deux centres de l'INRAE, l'aéroport Avignon Provence, l'Avignon Parc Expo, le centre technologique Agroparc abritant le campus Jean-Henri Fabre d'Avignon Université et le siège de plusieurs sociétés.

## Géographie

### Localisation
Montfavet appartient à la commune d'Avignon dans le département de  Vaucluse et la région Provence-Alpes-Côte d'Azur. Il se situe à environ 5 km au sud-est du territoire dont il constitue 40 % de sa surface.
Montfavet est délimité :
- à l'est, par le canal Crillon et l'autoroute A7 qui le sépare des villes de Caumont-sur-Durance et Morières-lès-Avignon ;
- au nord, par la route de Réalpanier qui le sépare de la ville du Pontet ;
- à l'ouest, par les avenues de l'Amandier et de la Croix Rouge qui le sépare des quartiers Est, Saint-Chamand et Sud Rocade ;
- au sud, par la Durance qui le sépare des villes de Châteaurenard et Noves dans les Bouches-du-Rhône.

| Avignon       | Le Pontet | Vedène               |
| Avignon       | Montfavet | Morières-lès-Avignon |
| Châteaurenard | Noves     | Caumont-sur-Durance  |

### Géographie physique
Montfavet est situé dans une vaste zone de plaine à la confluence de la Durance et du Rhône. Une butte calcaire (Montdevergues) constitue le point culminant du territoire avec 88 m d'altitude, le point le plus bas est la Durance avec une altitude de 30 m.

### Lieux-dits et quartiers

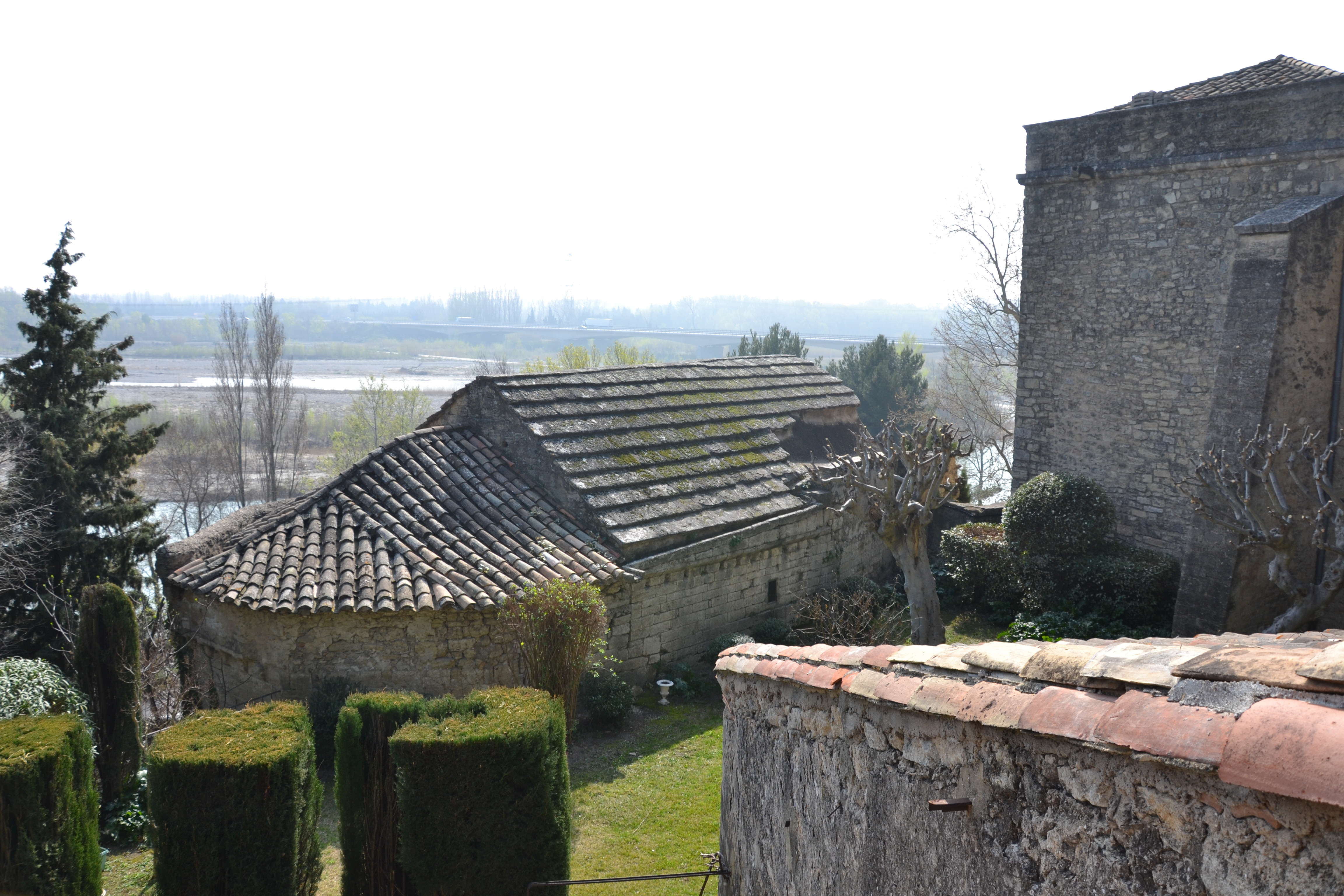
Chartreuse de Bonpas.

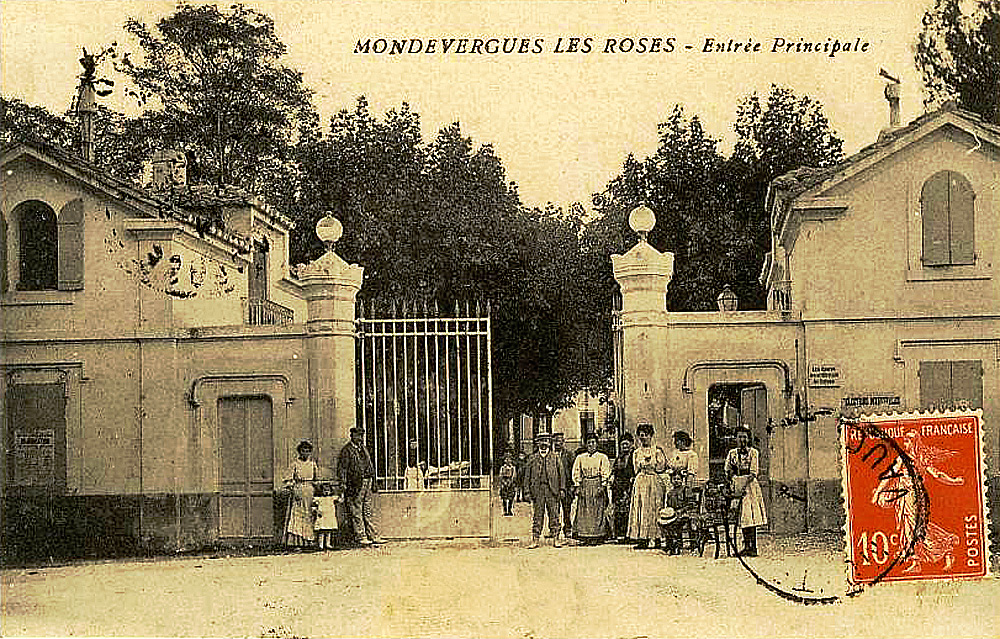
Entrée de l'asile psychiatrique de Mondevergues vers 1900.

Il existe divers quartiers à Montfavet, du sud au nord :
- Bonpas est situé à l'extrémité sud-est de Montfavet. L'ancien prieuré de Bonpas, situé en bordure de la commune voisine de Caumont a donné son nom. Le site situé en bordure de Durance abrite la sortie "Avignon Sud" de l'autoroute A7 et le passage du TGV.
- Châteaublanc est situé au sud-est est le site sur lequel est construit l'aéroport Avignon Provence, ainsi qu'un golf à cheval sur les communes voisines.
- Cantarel, aussi appelé du nom de la zone d'activité Agroparc accueille le campus Jean-Henri Fabre, une antenne de l'Université d'Avignon et un lycée agricole. Plusieurs entreprises sont implantés dans la zone d'activité ainsi qu'un nouveaux quartier d'habitations et de commerces.
- Montdevergues est une colline en calcaire urgonien au sud de Montfavet. Elle héberge un vaste centre hospitalier spécialisé en psychiatrie crée en 1839 : le Centre Hospitalier Montfavet Avignon.
- Le Clos de la Cristole au sud-ouest accueille la zone commerciale Avignon Sud / Mistral 7.
- St Chamand à l'ouest héberge une autre zone industrielle autour d'un étang artificiel.
- La Souvine / Sainte Catherine est une zone résidentielle, elle accueille une centre de loisirs et un complexe sportif.
- Les Combes est une vaste zone résidentielle sur d'anciens espaces agricoles, encore présent à l'est.
- Centre bourg.
- Le Clos du Grand Riban et le Clos de Florimont au nord-ouest sont des zones agricoles.
- Réalpanier et le Clos des Médecins au nord de Montfavet à proximité du Lycée René Char est un secteur agricole qui abrite un centre de l'INRAE.
- Le Clos des Riches au nord-ouest héberge le collège Alphonse Tavan.

### Géologie
Montfavet est construit sur la plaine alluviale et les terrasses alluviales à la confluence du Rhône et de La Durance dont les dépôts fluviatiles (argiles à galets) reposent en discordance sur le substratum mésozoïque qui n'affleure qu'a Montdevergues.
La colline de Montdevergues est constituée de calcaire clairs urgoniens (Crétacé inférieur). Très massifs, ces calcaires ont été localement exploités dans une carrière au sud de la colline. Ce relief constitue un inselberg comme la colline de Thouzon au Thor, les collines de Piecault et Picabrier à Caumont ou le Rocher des Doms à Avignon.
Des molasses composés de calcaires argilo-gréseux à bryozoaires et échnidés du Miocène inférieur s'intercalent en discordance sur les calcaires. Ils affleurent en bordure Est de Montfavet sur les collines de Caumont entre Bonpas et Morrières.
L'aquifère des alluvions est alimentée par la Durance et soutenue en période estivale par les infiltrations liées à l'irrigation agricole du réseau de canaux très développée sur le territoire de Montfavet.

### Risques naturels
La commune d'Avignon auquel est rattaché Montfavet dispose d'un PPRT risque industriel approuvé et d'un PPRN risque d'inondation prescrit. Toutefois le territoire n'est pas exposée à un aléa inondation de La Durance situé au sud. L'aléa d'inondation par remontée de nappe n'est pas présent, bien qu'il ne soit pas exclu localement compte tenu de la proximité du premier aquifère des alluvions. Il existe un aléa moyen retrait gonflement des argiles (lié aux alluvions hétérogène plus ou moins argileuses du sous-sol) et un aléa sismique de niveau 3 (modérée).

## Histoire

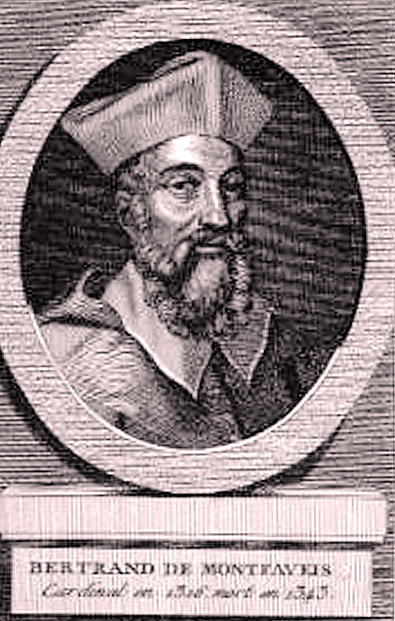
Le Cardinal Bertrand de Montfavès.

### Toponymie
Le nom de Montfavet vient du cardinal Bertrand de Montfavès, né à Castelnau-Montratier vers 1270 et mort à Avignon en 1342. Il serait enterré dans l'église Notre-Dame de Bon Repos. Ce dernier aurait laissé son nom au diocèse qui petit à petit s'est transformé de petite paroisse à commune : de Monfavès, il s'est transformé en Montfavet.

### Préhistoire et antiquité
Il n'y a pas ou peu de trace antérieure à la période médiévale à Montfavet : quelques pointes de flèches et différents outils en silex de la préhistoire et une trace d'oppidum antique à Montdevergues.

### DuXIeauXIIIesiècle
Après le partage de l’empire de Charlemagne, la région d'Avignon appartient au royaume d’Arles, elle est possédée par les comtes de Provence et de Forcalquier, puis par ceux de Toulouse et de Provence. En 1003, le royaume d'Arles est rattaché au Saint-Empire romain germanique avec comme frontière le Rhône.
Une des premières traces historiques importantes remonte à cette période. C'est la constitution en 1060, d'un monastère de filles sous la règle de Saint Benoît, sur la colline de Montdevergue (Mons Virginum, « Mont des vierges »). Vers 1150, Saint Bernard de l'Ordre de Citeaux se rendit sur place et les réunit, avec leur accord, à la famille cistercienne. Après deux cents ans les religieuses quittent Montdevergues pour Avignon afin de fuir les pillards sur les conseils de l'évêque Zoen.
À partir de 1209 et durant la première moitié du XIIIe siècle la région est soumis à des troubles liés à la guerre des Albigeois. La région changea plusieurs fois de suzerain : roi de France Louis VIII (siège d'Avignon le 9 septembre 1226, république en 1249, reprise sous la contrainte par Alphonse de Poitiers et Charles d’Anjou en 1251, transmis par héritage à Philippe III en 1271 puis Philippe le Bel en 1285 qu'il céda à Charles II d’Anjou en 1290.
Au XIIIe siècle le canal d'irrigation de la Durançole est construit à partir de la Durance. Le système de canaux actuel et d'agriculture est hérité de cette période.

### Essor auxXIVeetXVesiècles
C'est au XIVe siècle que Montfavet commence son développement durant la période des papes d'Avignon (1309-1423). Le Cardinal Bertrand de Montfavès, née au château de Castelnau-Montratier au sud de Cahors dans le Quercy, est le neveu du pape d'Avignon Jean XXII. Après le décès de Bertrand de Montfavès en 1342 et selon son testament, la propriété de « Bon Repos » et des terres au Clos des Rivans sont acquises en 1343 pour y construire l'église Notre-Dame de Bon Repos et un monastère fortifié accolé ou s’installe 25 moines et un abbé observant les règles de Saint-Ruf.
À cette période le site s'appelle Bon Repos et se limite à un édifice religieux fortifié et quelques habitations dans une enceinte isolé en campagne.

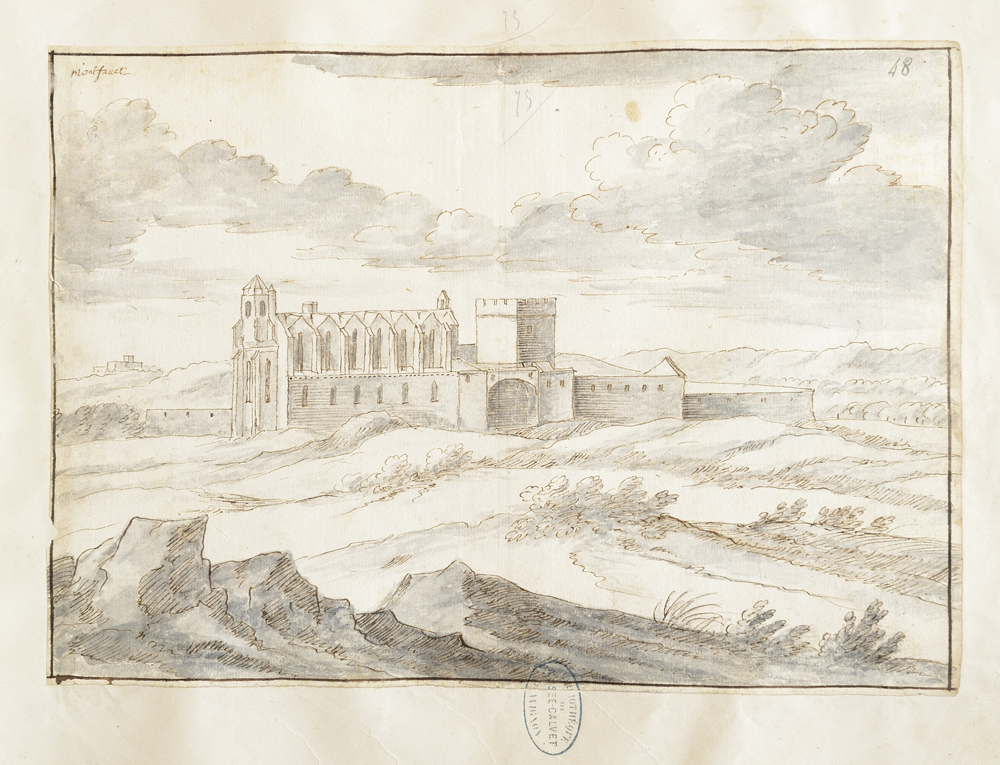
Vue de Montfavet fortifié depuis le Nord (dessin du XVIIe siècle, la silhouette à l'horizon est Chateaurenard. Les fortifications date de l'âge d'or des papes à Avignon au XIVe siècle.

Pédro Gomez de Barosso, le Co-légat de Bertrand de Montfavès en Angleterre, fonde à 500 mètres au nord-ouest de Bon Repos, un couvent de dominicaines de Sainte Praxède en 1348. Il ne subsiste aujourd'hui qu'une seule tour de cet édifice, la Tour d'Espagne, issue du surnom de Pédro Gomez de Barosso : le Cardinal d’Espagne. Les religieuses abandonnent le site en 1398.
Le monastère de Bon Repos est fortifié dès 1380, le monastère de Sainte Praxède est transformé en forteresse en 1398. Avec le monastère fortifié de Montdevergues, ces deux édifices, formaient une première de petits postes avancés de la citadelle d'Avignon.
En 1442, le pape Nicolas V fait construire un autre prieuré à Montfavet transféré une décennie plus tard à l’hôpital Saint-Bénézet.
Après le départ des papes d'Avignon en 1423, la région reste la propriété du Vatican sous diverses formes d'administration, créant occasionnellement des tensions diplomatiques avec le royaume de France voisin entre 1472 et 1476.

### Époque moderne
D'autres troubles éclates durant le XVe siècle notamment durant les guerres de religion ou les troupes de François de Beaumont dit baron des Adrets pillent et détruisent le prieuré construit par Nicolas V et assiège Avignon en 1562.
Le Comtat Venaissin, auquel est rattaché Montfavet est un territoire pontifical appartenant au Vatican. Toutefois plusieurs tensions entre le Vatican et le royaume de France a conduit trois annexion par la France :
- Entre 1663 et 1664 après l'attaque de l'ambassadeur de France auprès du Saint-Siège, le duc de Créquy.
- Entre 1688 et 1689 à la suite d'une tension entre Louis XIV et le pape Innocent XI.
- Entre 1768 et 1776 à la suite d'une tension entre Louis XV et le pape Clément XIII.

La paroisse de Montfavet est créée en 1612 ; à cette époque la population de Montfavet, Morières et le Pontet s'élève à 432 personnes. À partir du XVIIe siècle, un fort accroissement s'opère autour des ouvrages religieux grâce à l'agriculture favorisée par un réseau de canaux d'irrigation.

### Révolution française
Dans la nuit du 7 au 8 juin 1790, 200 à 300 partisans de la révolution issue de la population rurale de Montfavet et Morrière crée une révolte à Avignon. Le 12 septembre 1791, l’Assemblée nationale constituante vote l’annexion du Comtat Venaissin au royaume de France, à la suite d'un référendum soumis aux habitants du Comtat. Le 07 juillet 1793, le gouvernement nomme des administrateurs provisoires pour Morières et Montfavet. Le département du Vaucluse est créé le 12 août 1793 et nomme des administrateurs provisoires sur ces deux communes.
Le 26 Messidor an ll (14.07.1794) le député du Puy de Dôme, Maignet, est envoyé par la Convention dans le Vaucluse crée deux municipalités indépendantes rattachée au canton du Thor : Morières et Montfavet (pro-révolutionnaire) par rapport à Avignon moins concerné par les idées de la révolution. Cette décision est révoquée le 03 Fructidor an IV (20.08.1795), par Roursault, nouveau représentant de la Convention. Depuis cette date, la commune est rattachée à Avignon et devient une commune appartenant à la ville.

### Époque contemporaine
Une ordonnance royale du 21 septembre 1839 fonde l'hôpital psychiatrique de Montdevergues, qui accueille les premiers patients en 1844. Au XIXe siècle, avec la poursuite du développement de l'agriculture (bovins et fourrages), la population de Montfavet est de 1 130 habitants en 1844. Dès la fin du XIXe siècle de nombreuses industries se développent à Montfavet. Un adjoint de mairie est spécialement attribué à Montfavet en 1894.
Dans les années 1950, Montfavet fait l'actualité avec l'affaire du Christ de Montfavet liée à une polémique débouchant sur des procès à la suite de quatre décès prétendument sans soins survenue dans une communauté sectaire centré autour de Georges Roux se faisant appelé le « Christ de Montfavet ».
Dans les années 1990, une association très active, Montfavet Commune Libre, a milité pour redevenir une commune indépendante. Ce fut le cas des communes voisines de Morrières devenu indépendante d'Avignon en 1871 et du Pontet en 1924,. Toutefois l'enjeu moderne est à la fois politique et financier pour la commune d'Avignon car Montfavet représente 40 % de la surface d'Avignon, de nombreuses activités industrielles et commerciales y sont implantées et la ville représente 13 % de sa population de la commune avignonnaise qui brigue alors le statut de ville de plus de 100 000 habitants. Malgré le soutien d'une large partie de la population et des procédures judiciaires favorables (cours administrative d'appel de Marseille), le projet n'a jamais abouti.

## Politique et administration

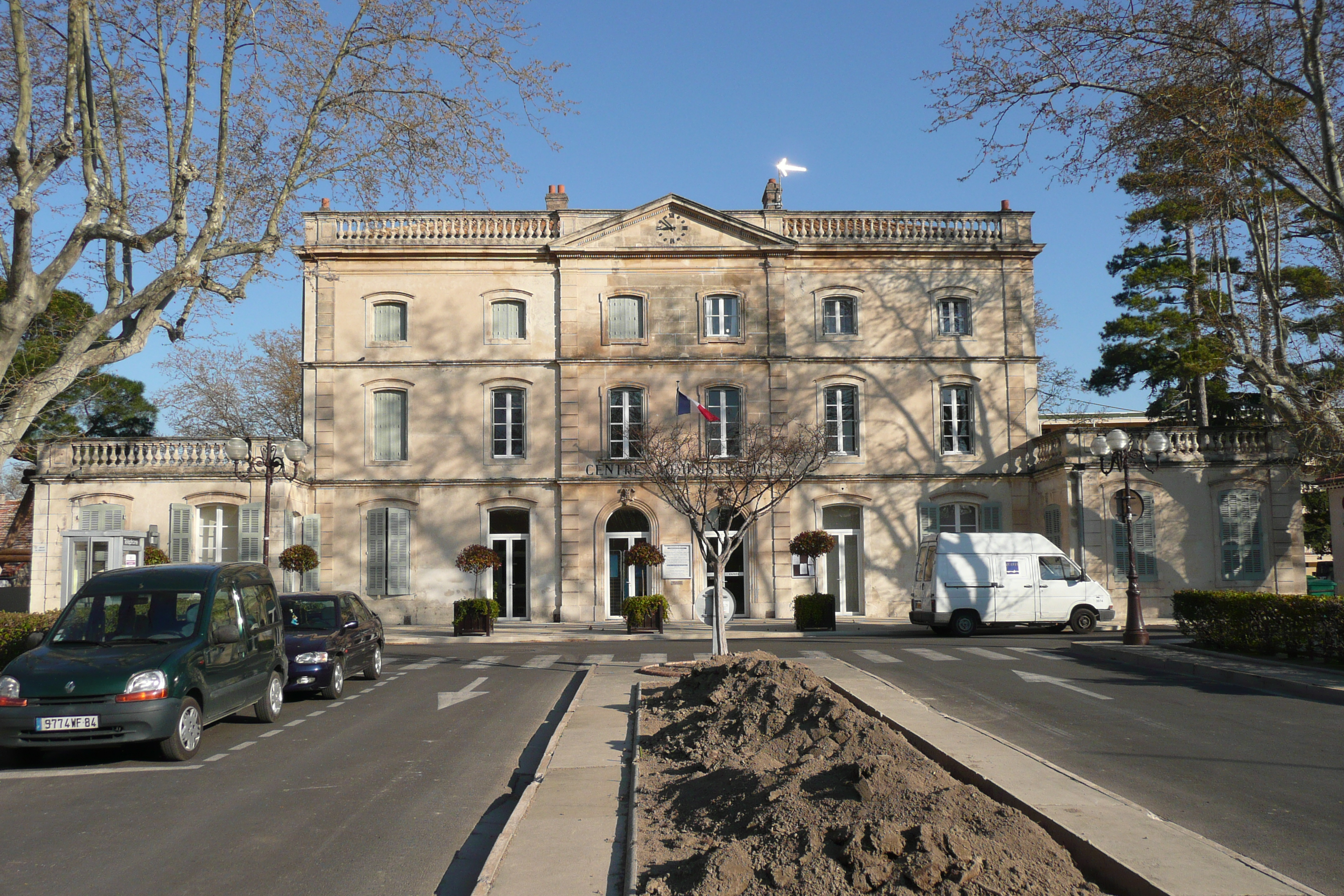
Mairie annexe, sur le square des Cigales.

### Administration
En qualité de quartier d'Avignon, Montfavet est équipé d'une mairie annexe et d'un maire délégué, dispose de son propre code postal (84140) et de son propre numéro INSEE (84922),,.

### Démographie
Montfavet compte près de 14 000 habitants.

### Urbanisme: PLU et risques naturels
La commune d'Avignon auquel est rattaché Montfavet dispose d'un PLU, d'un PPRT risque industriel approuvé et d'un PPRNrisque d'inondation prescrit. Toutefois le territoire n'est pas exposée à un aléa inondation de La Durance situé au sud. L'aléa d'inondation par remontée de nappe n'est pas présent, bien qu'il n'est pas exclue localement compte tenu de la proximité du premier aquifère des alluvions. Il existe un aléa moyen retrait gonflement des argiles (lié aux alluvions hétérogène plus ou moins argileuses du sous-sol) et un aléa sismique de niveau 3 (modérée).

## Équipements et services publics

### Enseignement secondaire
- Lycée Agricole François Pétrarque[20],
- Collège Alphonse Tavan (public),
- Collège Saint-Michel (privé).

### Santé
Montfavet dispose d'un centre hospitalier spécialisé en psychiatrie construit en 1839 : le Centre hospitalier Montfavet Avignon, bâti sur la colline de Montdevergues. C'est dans cet établissement que décéda le 19 octobre 1943, la sculpteuse française Camille Claudel.

### Transports

#### Transport en commun urbain
Plusieurs lignes de bus du réseau de transports de la Communauté d'agglomération du Grand Avignon (Orizo) desservent Montfavet.
| Lignes desservant le quartier Montfavet | Arrêts à Montfavet |
| --------------------------------------- | --- |
| 4                                       | Lac Saint-Chamand • Sainte-Claire • Cimetière de Montfavet • Souspirous • Mairie de Montfavet • Gare de Montfavet • Primevères • Croix de Joannis • La Halte • Bouton d'Or • Les Granges • Valentin • Pont Bleu • Salle de Montfavet • Félons • Agrosciences • Agroparc                     |
| 6                                       | Campus CCI • P+R Amandier |
| 9                                       | Lou Castelet |
| 11                                      | Les Ormeaux |
| 12                                      | Lac Saint-Chamand • Sainte-Claire • Cimetière de Montfavet • Souspirous • Mairie de Montfavet • Cantonne • Vertes Rives • Bastide • Saint-Louis • Près Vert |
| 13                                      | Saint-Maurice • Jarretières • Préfète • Les Martines • Étoiles • Sœurs • Cantonne • Mairie de Montfavet • Gare de Montfavet • Primevères • Croix de Joannis • La Halte • Magnanarelles • Durançole • Agroparc Centre • Demonque • Cité de l'Artisanat • Grand Avignon • Agroparc • Aéroport |
| 14                                      | Bel Air • Chemin de l'Amandier |
| 22                                      | Campus CCI • Lycée Agricole • Grand Avignon • Agroparc • Bonpas |
| 30                                      | Campus CCI • Magnanarelles • Durançole • Agroparc Centre • Demonque • Cité de l'Artisanat • Grand Avignon • Agroparc |

Le quartier Montfavet est desservi par la ligne Chron'hop C3 du réseau Orizo.
| Ligne desservant le quartier Montfavet | Stations à Montfavet |
| -------------------------------------- | --- |
| C3                                     | Campus CCI • Cristole • Souvine • Mistral 7 • Castelette • Valente • Magnanarelles • Durançole • Agroparc Centre • Demonque • Cité de l'Artisanat • Grand Avignon • Agroparc |

#### Vélo
Trois stations de Vélopop' sont situées dans le quartier : Montfavet Centre, Agroparc Centre, Agrosciences.

#### Transport ferroviaire
Montfavet est desservi par la ligne SNCF Avignon - Miramas. La gare de Montfavet a été mise en service en 1868 par la Compagnie des chemins de fer de Paris à Lyon et à la Méditerranée (PLM). Elle est desservie par des trains régionaux du réseau TER Provence-Alpes-Côte d'Azur.

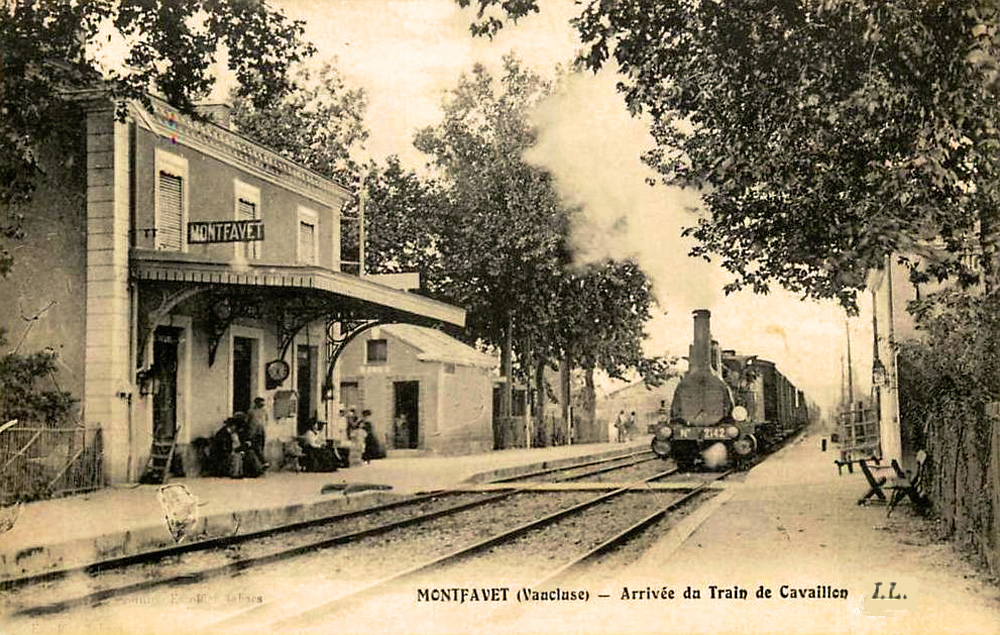
La gare de Montfavet vers 1900.
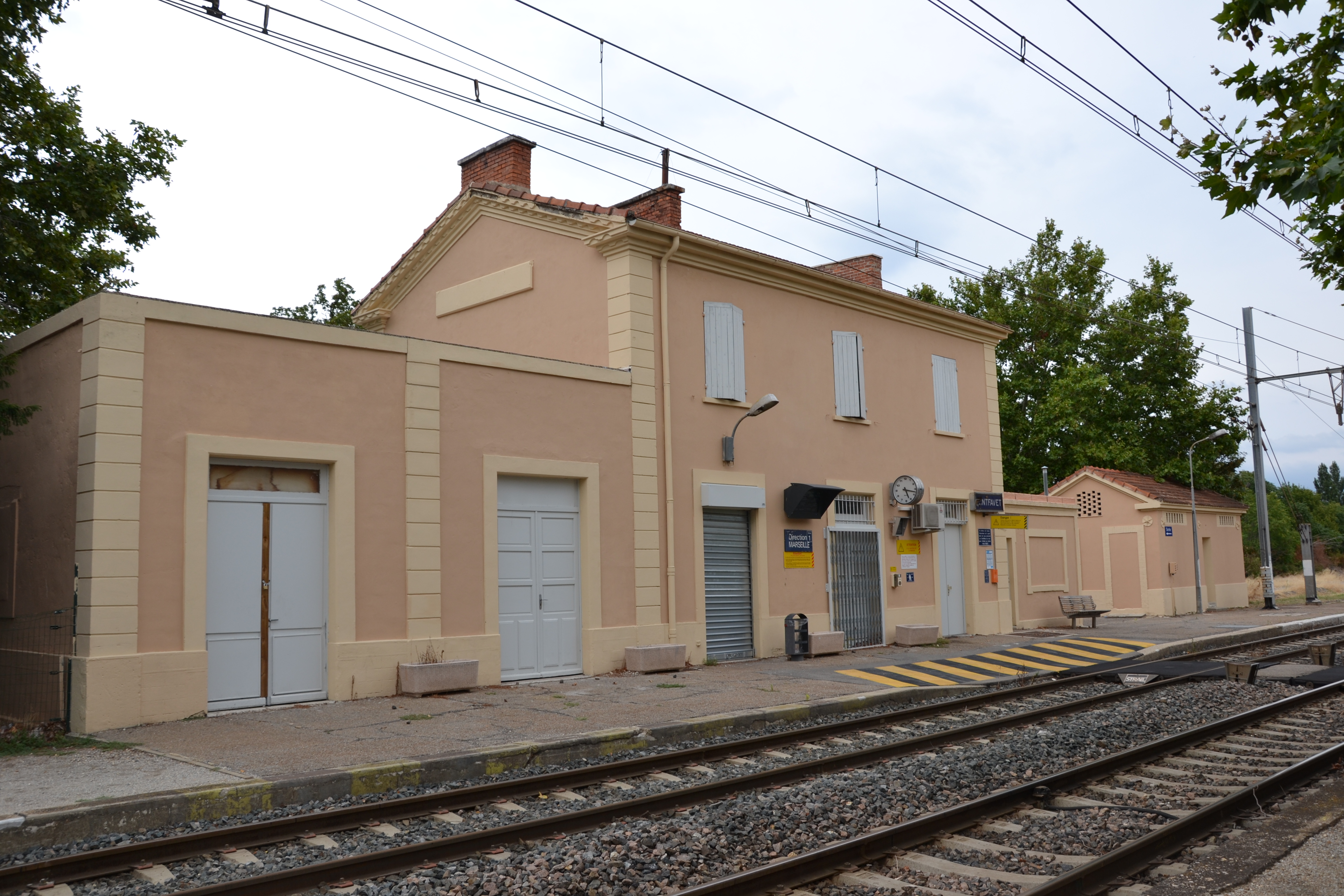
Bâtiment principal en 2013.
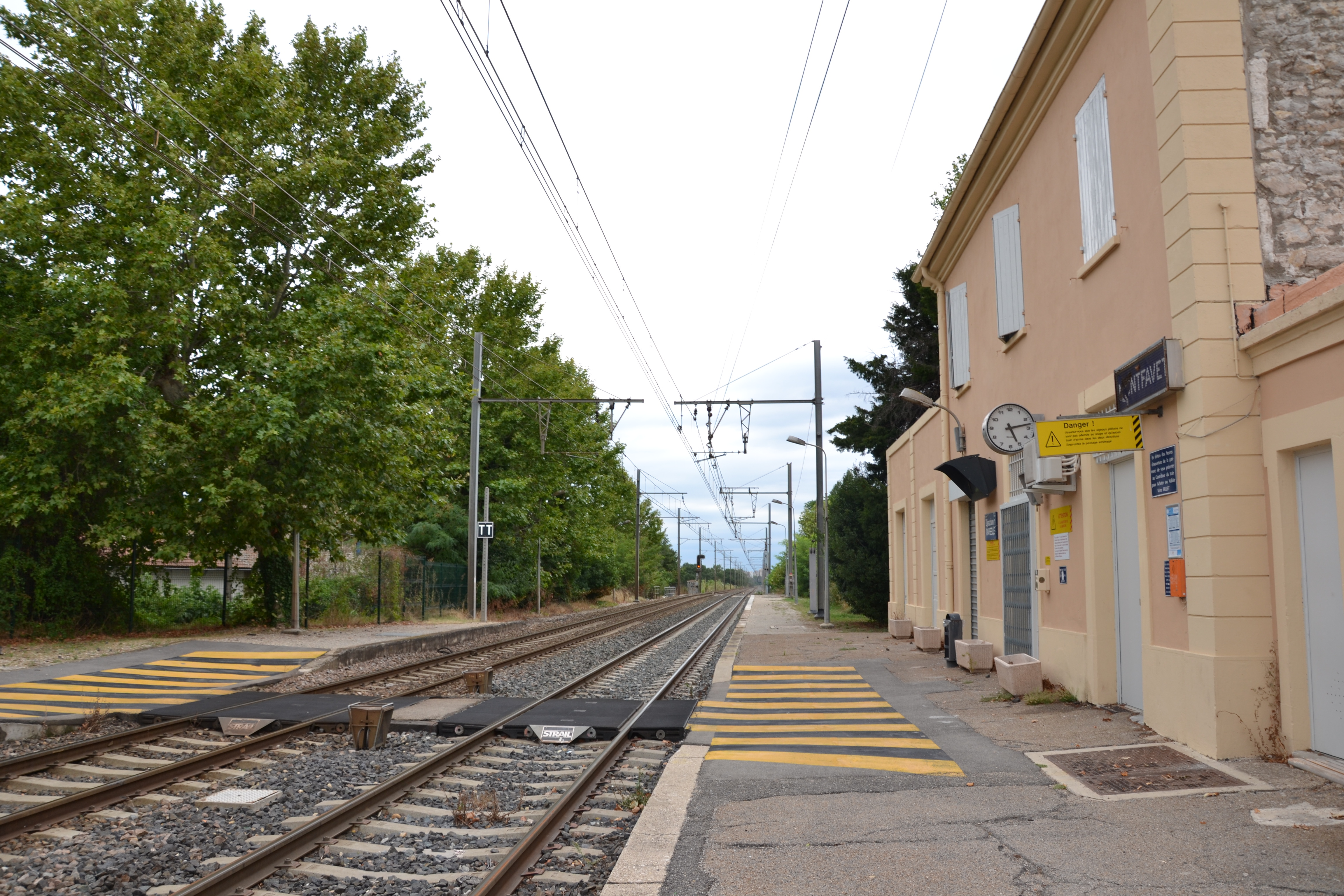
Voies et quais.
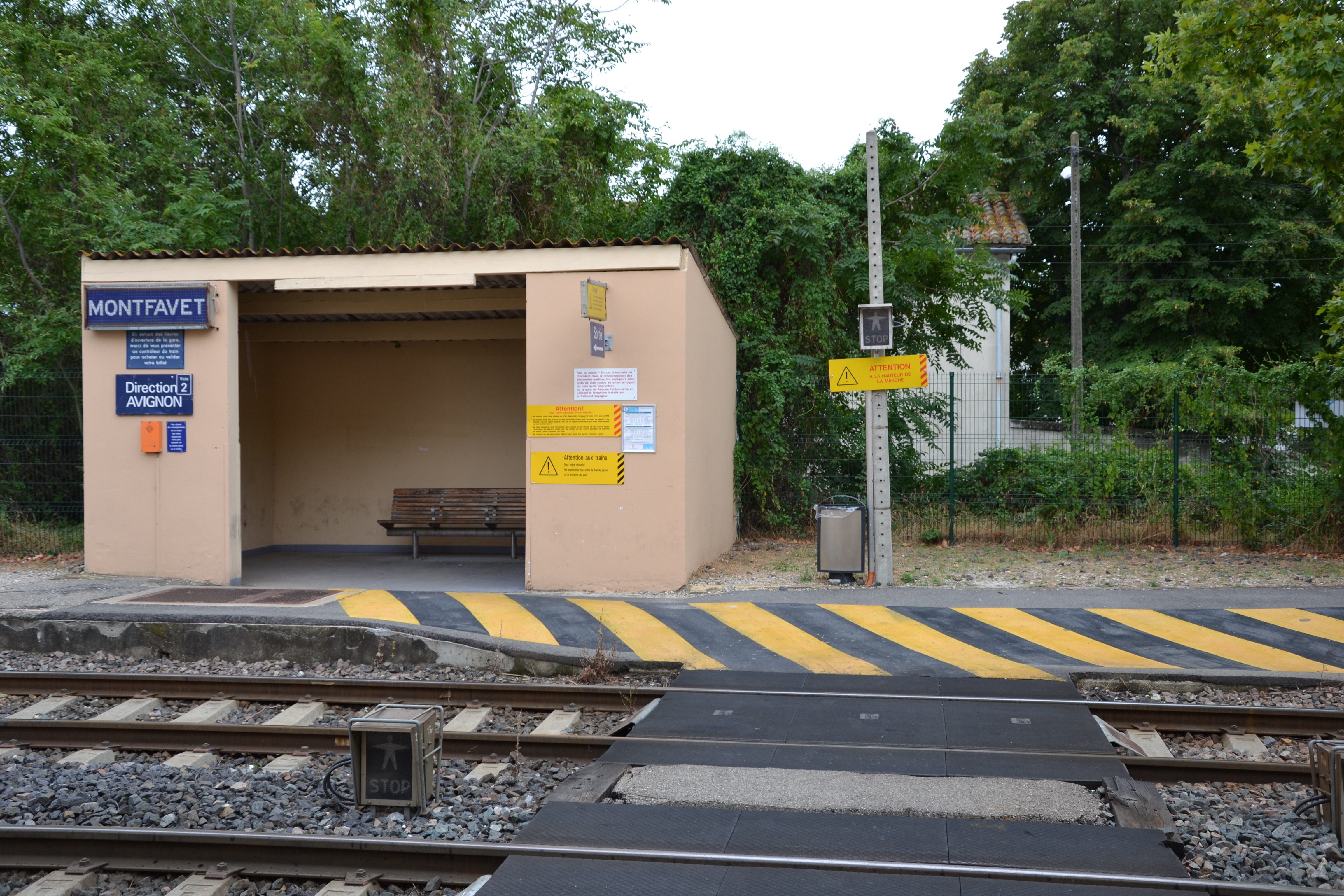
Abri et passage planchéié.
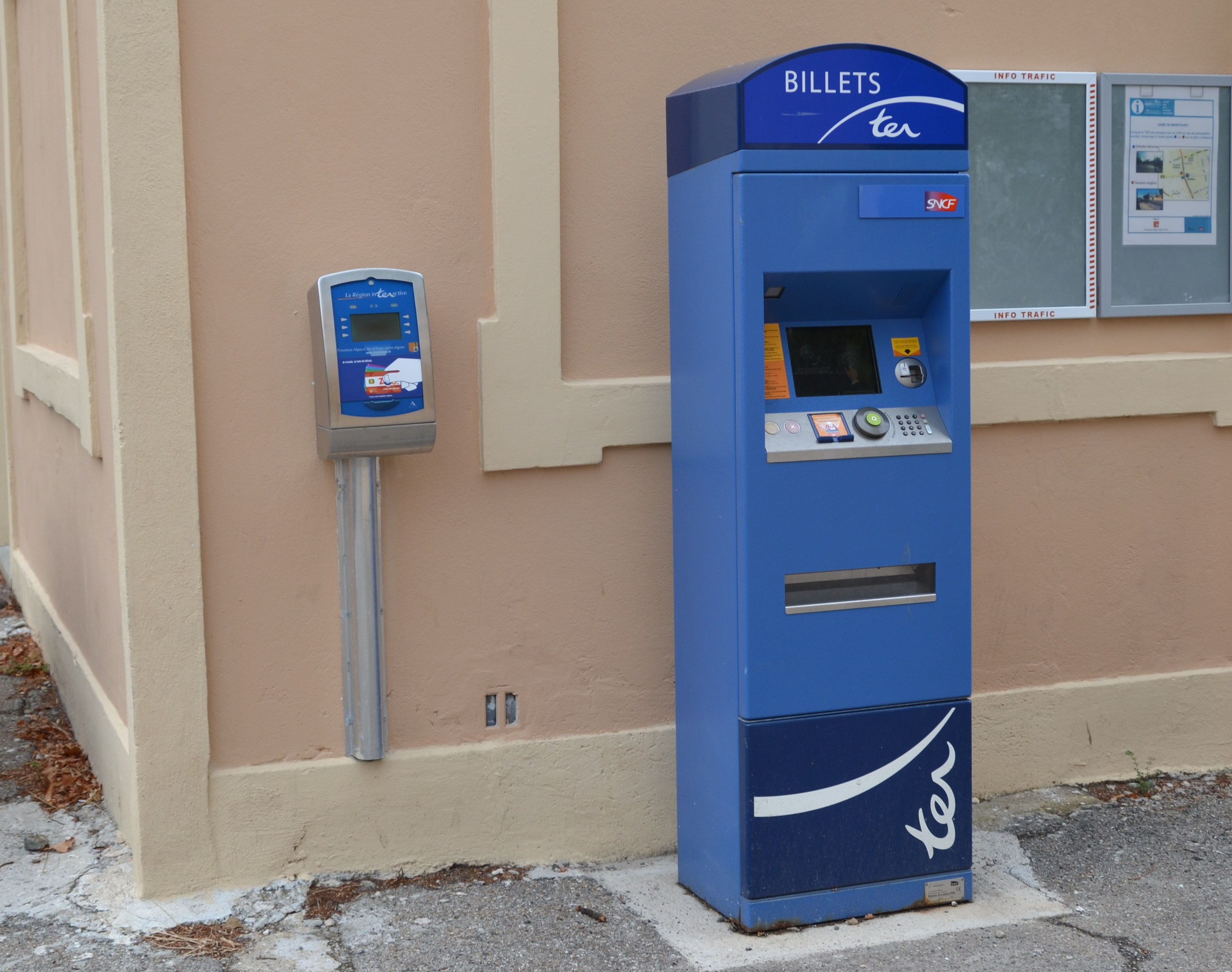
Automate et composteur.

#### Transport aérien

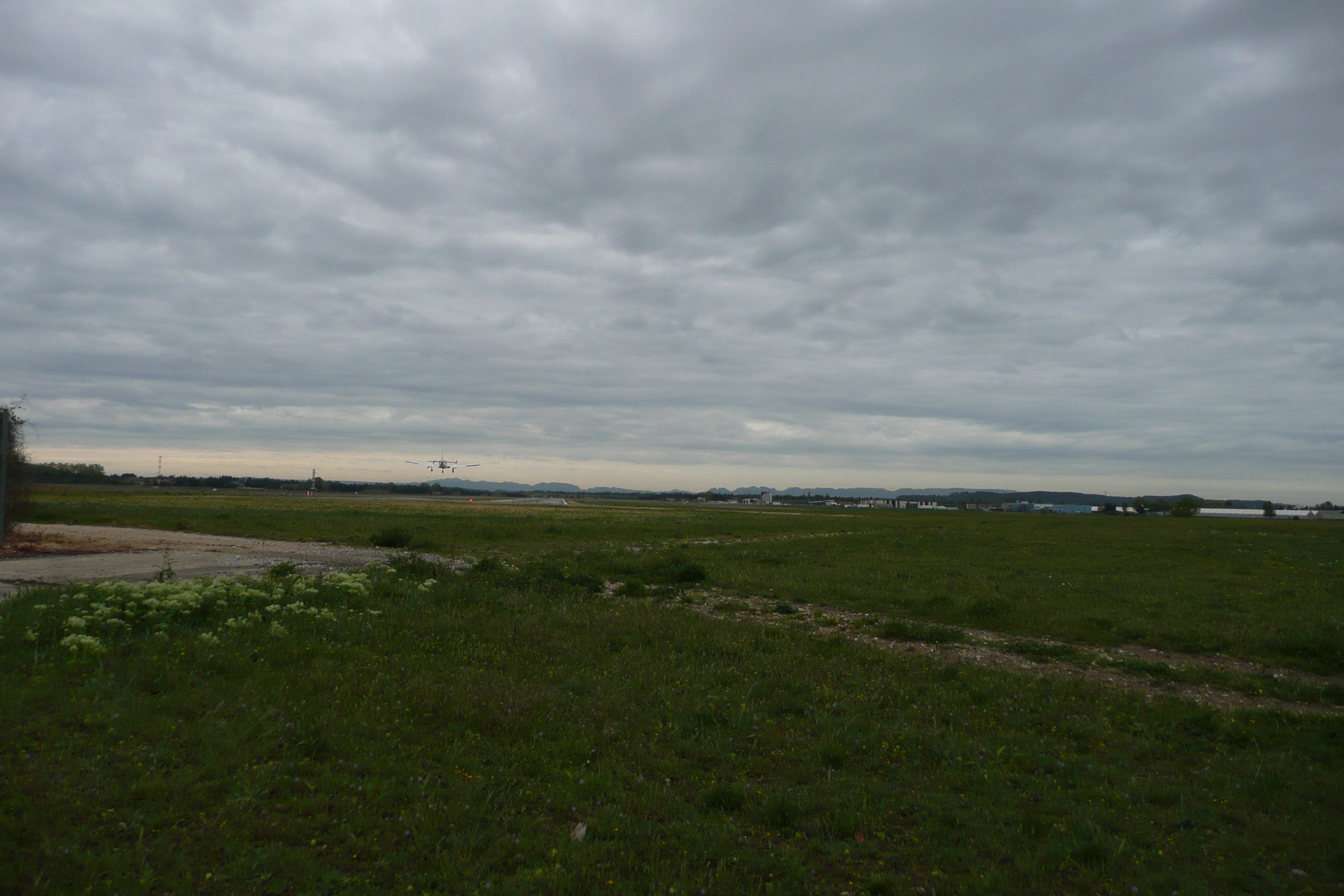
Piste de l'aéroport d'Avignon Provence.

L'aéroport d'Avignon-Provence (code IATA : AVN), anciennement appelé Aéroport d'Avignon-Caumont, appartient à la région Provence-Alpes-Côte d'Azur. Il est exploité par la Chambre de commerce et d'industrie de Vaucluse. Il est construit par l'État en 1937, la première ligne Avignon-Paris est inauguré en 1948 avec une liaison effectué par un Douglas DC-3.

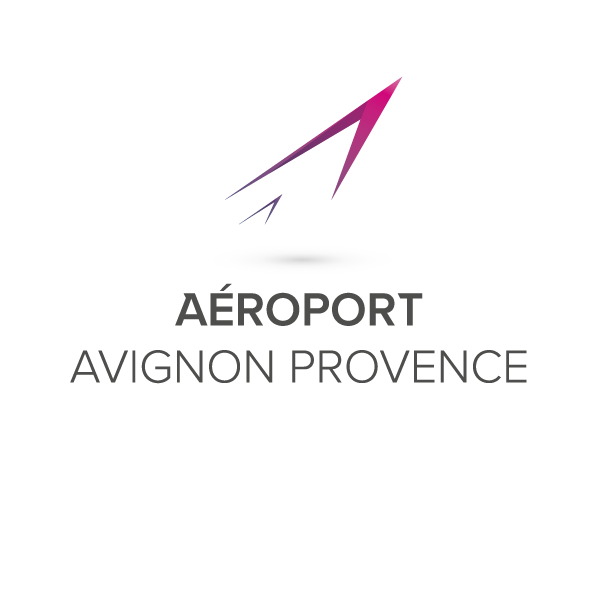
Logo de l'aéroport d'Avignon Provence.

## Économie

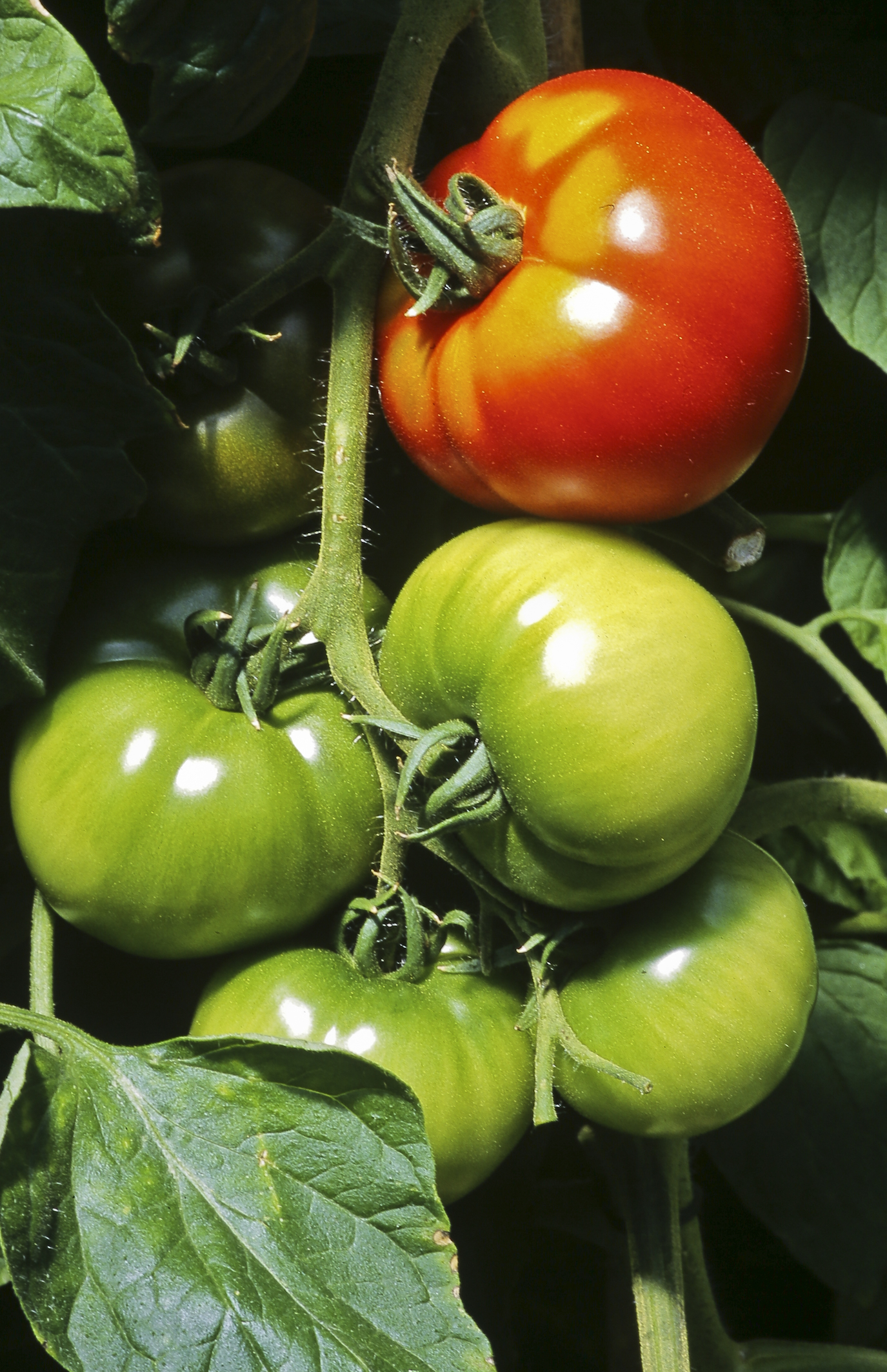
Tomates Montfavet.

### Recherche et enseignement supérieur
Montfavet est un pôle recherche en agronomie avec le site de l'Agroparc ainsi qu'un centre de l'INRA crée en 1954 ; une variété de tomates a par ailleurs été nommé Montfavet.

Sur le site de l'Agroparc se trouve une antenne de l'Avignon Université : Le Campus Jean-Henri Fabre (en informatique et science dont agronomie) ainsi que l'ISEMA une école d'ingénieur en agronomie et biotechnologie.

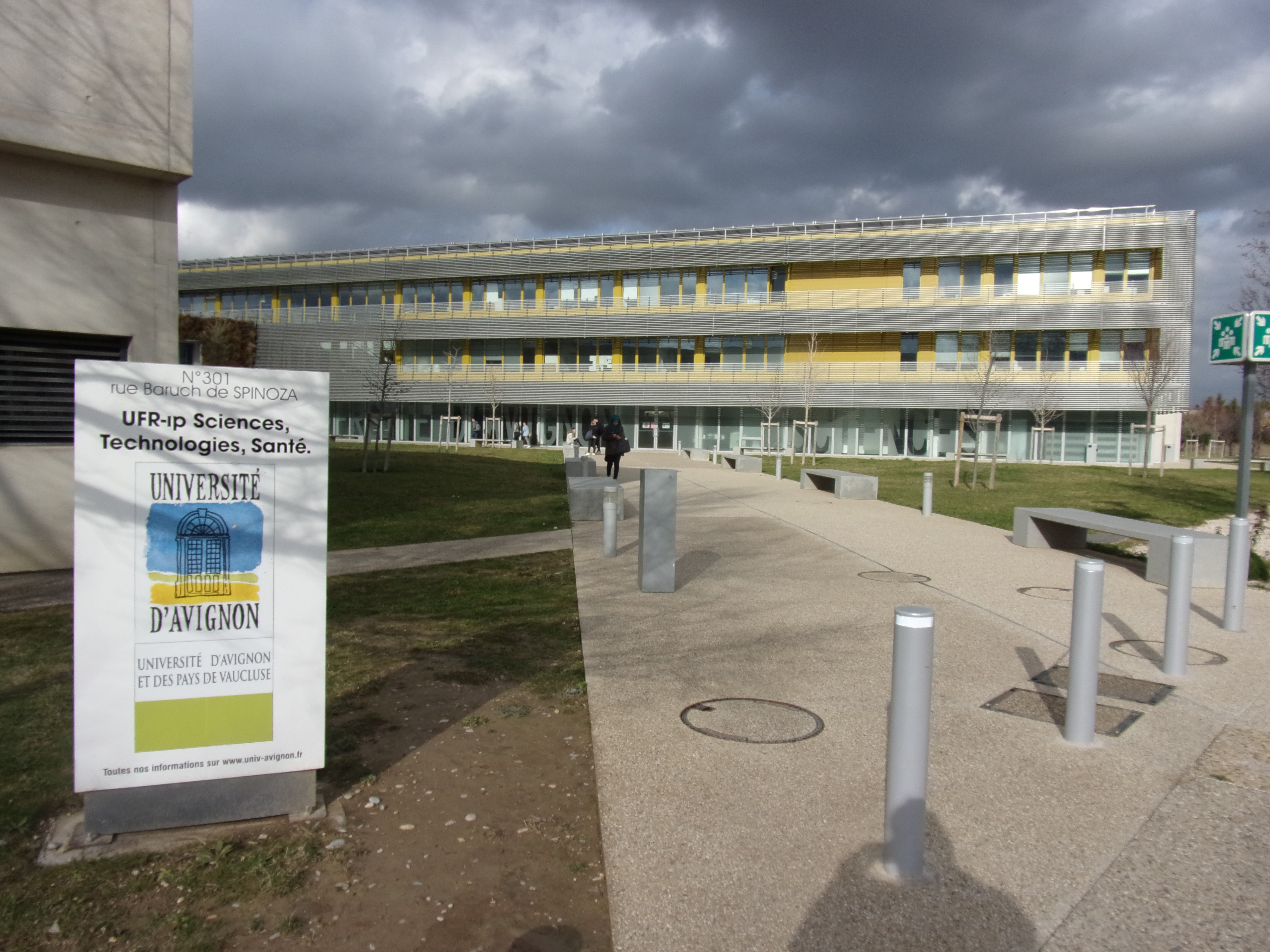
Entrée du campus Jean-Henri Fabre d'Avignon Université.

### Entreprises et industrie
Plusieurs entreprises sont implantées à Montfavet :
- Siège social de Fondasol[23] : bureau d'étude en géotechnique, géologie et sondage.
- Siège social de Siniat[24] (groupe Etex) : anciennement Lafarge Platre, dont le Vaucluse est le berceau industriel, cette entreprise est spécialisée dans l'extraction de gypse et la transformation en produits à base de plâtre.
- Siège social de Naturex[25] : société française créée en 1992, spécialisée dans la production et la commercialisation d'ingrédients à base de végétaux (fruits, légumes, plantes), à destination des industries agroalimentaire, nutraceutique et cosmétique. Cotée en bourse sur Euronext Paris, elle entre dans la composition de l'indice Next 150. En 2016, la société emploi 1 700 personnes dans 12 pays (Pologne, États-Unis, Brésil, Italie, Suisse, Australie, Inde, Espagne, Maroc, Grande-Bretagne, Chili).
- Siège de McCormik France (groupe Ducros)[25] : agroalimentaire.
- Siège de Cardell Export[25] : agroalimentaire.
- En 2011 le site de l'aéroport accueille une pépinière d'entreprises Pégase liés aux activités industrielles aéronautique. En 2012 l'entreprise Borghino spécialisée dans la sellerie hélicoptères et jets d'affaires est construite. L'année d'après, en 2013, c'est l'entreprise SWAT, spécialisée dans le secteur des drones.
- Implantation de GSE[25] : Conception, construction d'immobilier d'entreprise.

### Anciens sites industriels

#### Réglisserie Florent
Félicien Florent (1821-1894), un industriel travaillant dans la garancine d'où est extrait une teinture rouge, fonde en 1859 la société Florent et Cie. Il achète une fabrique de réglisse à Cantarel, et se diversifie dans les bonbons à base de réglisse, menthe, vanille et l'anis et s'étend en 1875. Son fils Paul Florent reprend l'entreprise en 1883. La construction d'une cité ouvrière à l'intérieur même de l'usine (une centaine de personnes travaillaient à l'usine) permettait de se loger sur le lieu même du travail. Au XXe siècle, l'activité se poursuit avec le gendre de Paul Florent nommé Poirson, mais à la suite de sa fusion avec le groupe Ricqlès-Zan, l'usine ferme en 1975.

#### Jules Pernod

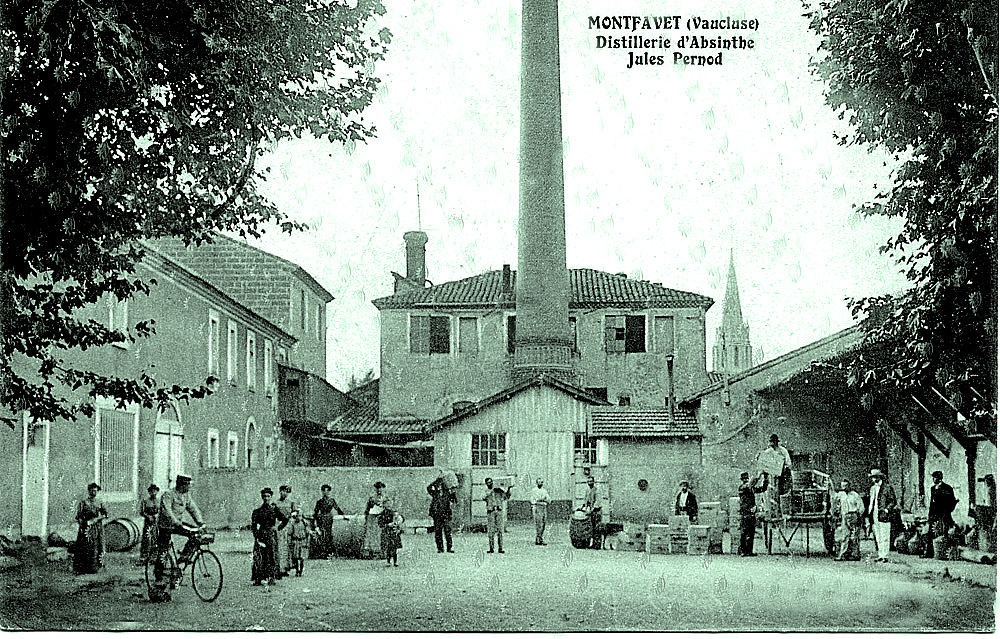
Distillerie d'absinthe Jules Pernod.

Montfavet est également le berceau industriel des distilleries d'absinthe Jules-François Pernod . Crée en 1860 par Jules-François Pernod et deux associés, la Maison Poncet, Picard et Cie, est une teinturerie qui extrait un colorant rouge des racines de garance par un procédé breveté, avec pour principal débouché l'armée, qui arbore à cette époque des pantalons rouges, l'entreprise grandit rapidement. En 1876, Jules-François Pernod se sépare de ses deux associés et fonde la Maison Jules Pernod et Cie, toujours à Montfavet, dont le but est toujours la fabrication et le traitement d'extraits de garance, mais aussi la fabrication d'engrais chimiques jusqu'en 1910. Il abandonne peu à peu la chimie pour se lancer dans les distillerie d'alcool à partir de 1882, puis de l'absinthe de 1888 à son interdiction en 1915. La société évolue alors dans l'alcool anisé, Jules-François Pernod, rebaptise avant sa mort en 1916 sa société Pernod Père et Fils qui est reprise par son fils Jules-Félix Pernod. La société Jules Pernod profite par homonymie de la notoriété d'un autre producteur d'alcool plus ancien et déjà réputé : Pernod Fils créée à Pontarlier en 1805 par Henri-Louis Pernod ce qui conduira à un conflit juridique. Jules-Félix Pernod décède en 1928 et le 4 décembre de cette même année, les deux établissements concurrents d'Avignon et de Pontarlier fusionne pour devenir les Établissements Pernod. L'usine était située à proximité de la gare.

#### Autres sites
Il existait plusieurs autres sites industriels :
- usine de lait Scalacta,
- usine d'engrais Supraphos (chemin Saint Ange) et Nitard (chemin du Cèdre), usine d'engrais Dupré S.A. fondée en 1896.
- biscuiterie Usclat[4],
- tannerie Capdevilla[4], produit des courroies en cuir.

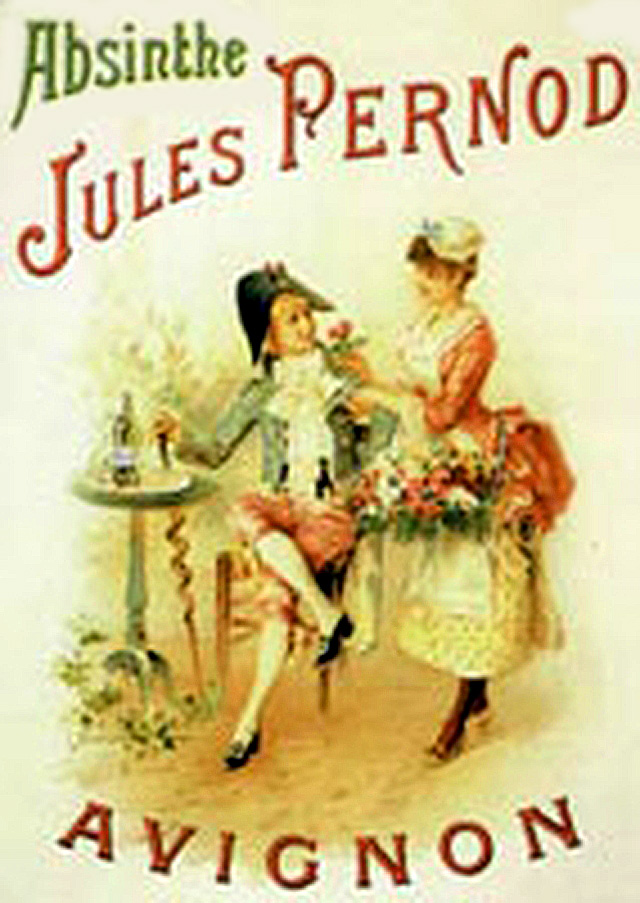
Affiche de l'absinthe Jules Pernod publiée avant 1907.
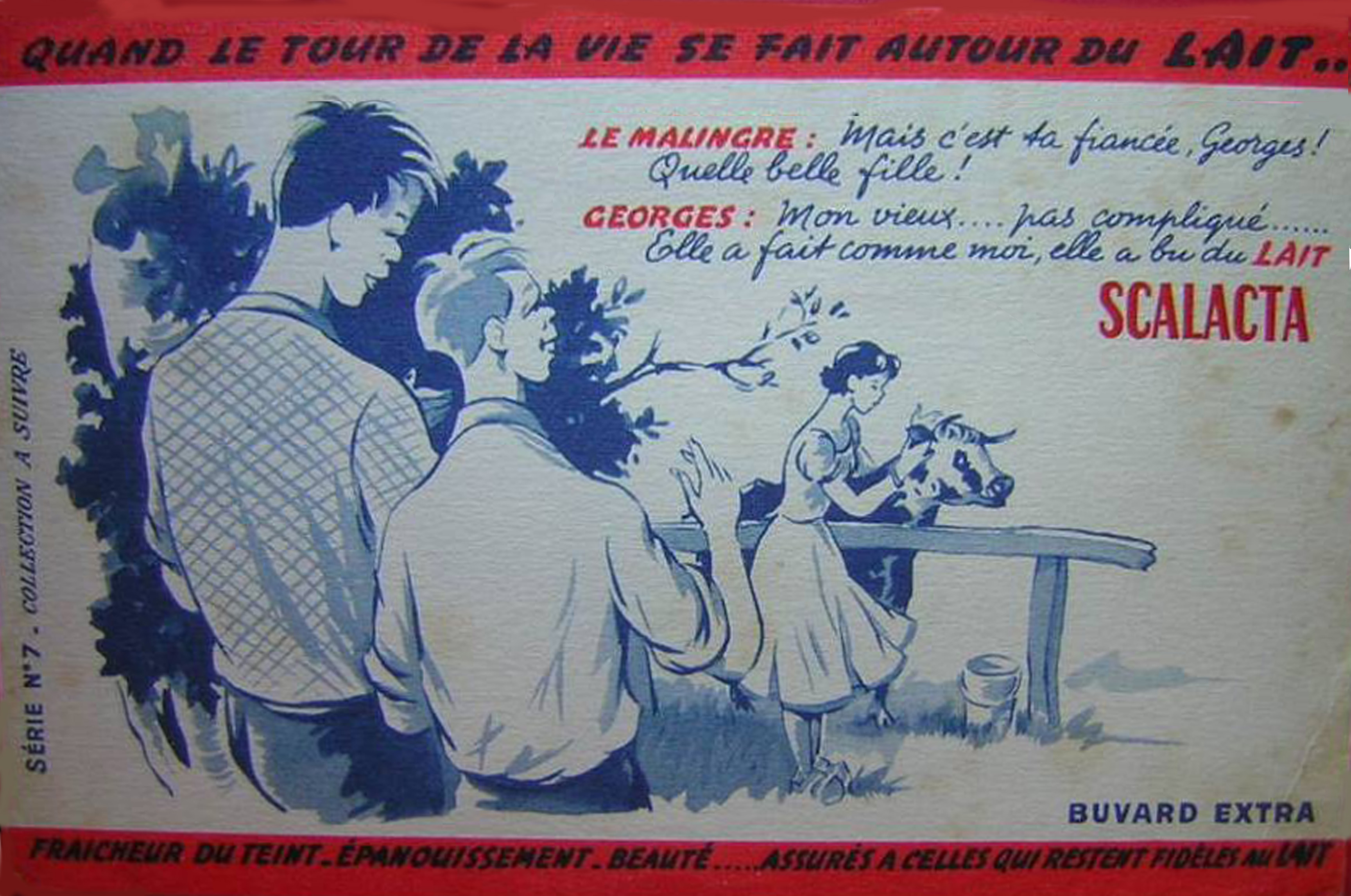
Affiche pour le lait Scalata produit à Montfavet.
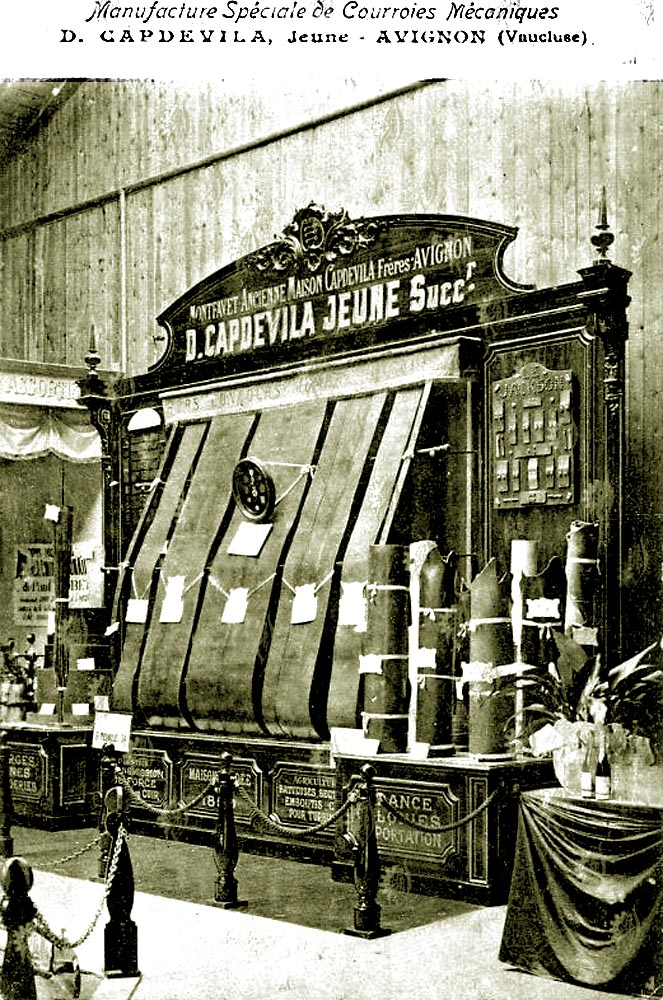
Courroie en cuir capdevilla.

### Agriculture

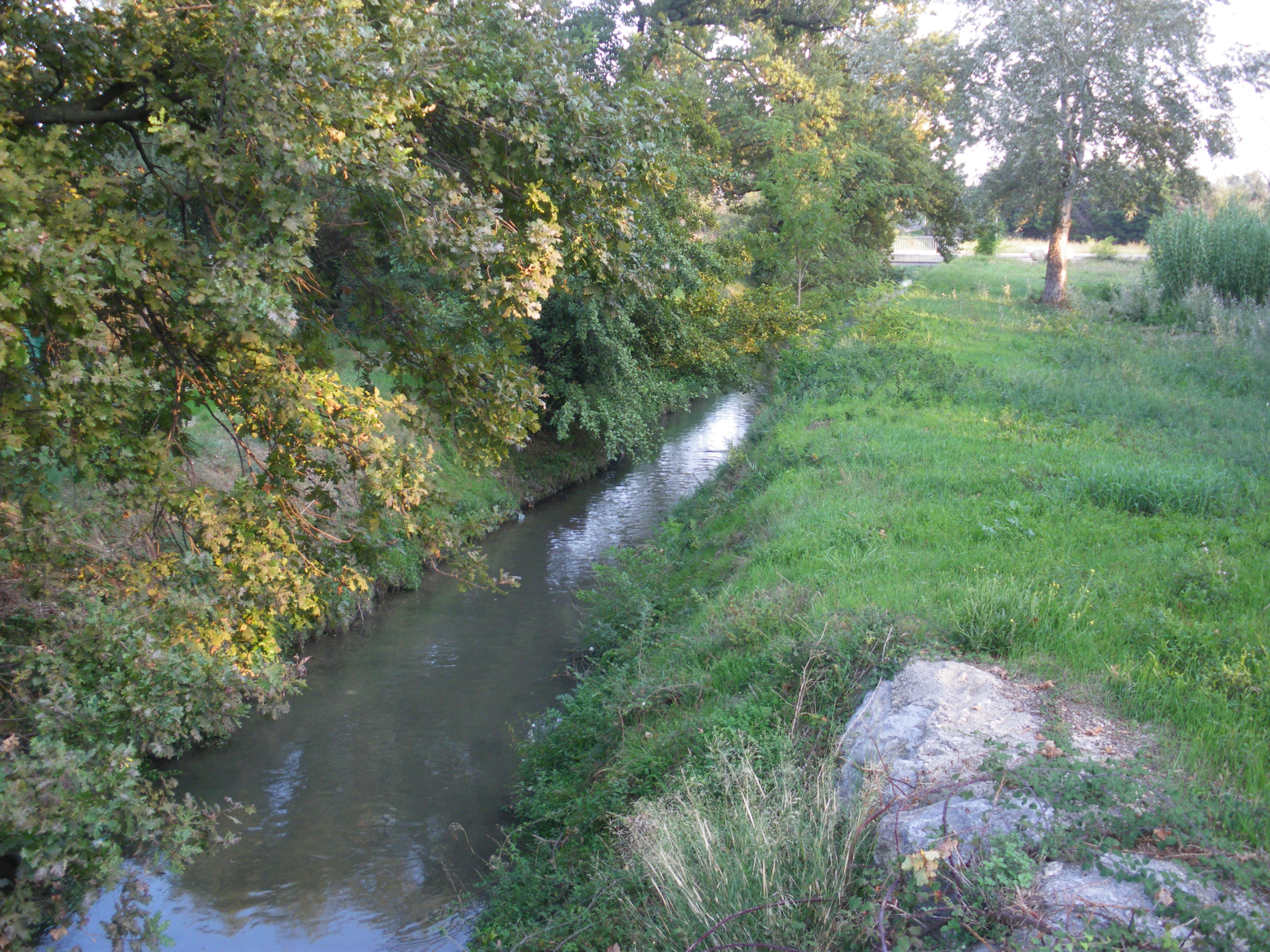
Canal d'irrigation de Crillon.

Montfavet est traversé par la Durance sur sa limite sud, qui alimente un réseau de canaux d'irrigations (comme le canal de Crillon, la filiole Saint-Martin et le canal de l'Hôpital) qui traverse son territoire, servant à inonder les prairies à fourrage et à l'arrosage du maraichage. Le foin de Montfavet est particulièrement réputé pour sa qualité, et vendu dans la France entière, notamment pour les chevaux de course ; chaque année on célèbre encore la Fête des Foins.

## Culture locale

### Fêtes des foins
Depuis plusieurs décennies, Montfavet accueille chaque année, à la fin du mois d'août et au début du mois de septembre, une fête locale appelée Fêtes des foins,.

### Patrimoine

#### Le Couvent et l'Église Notre-Dame-de-Bon-Repos (XIVes.)

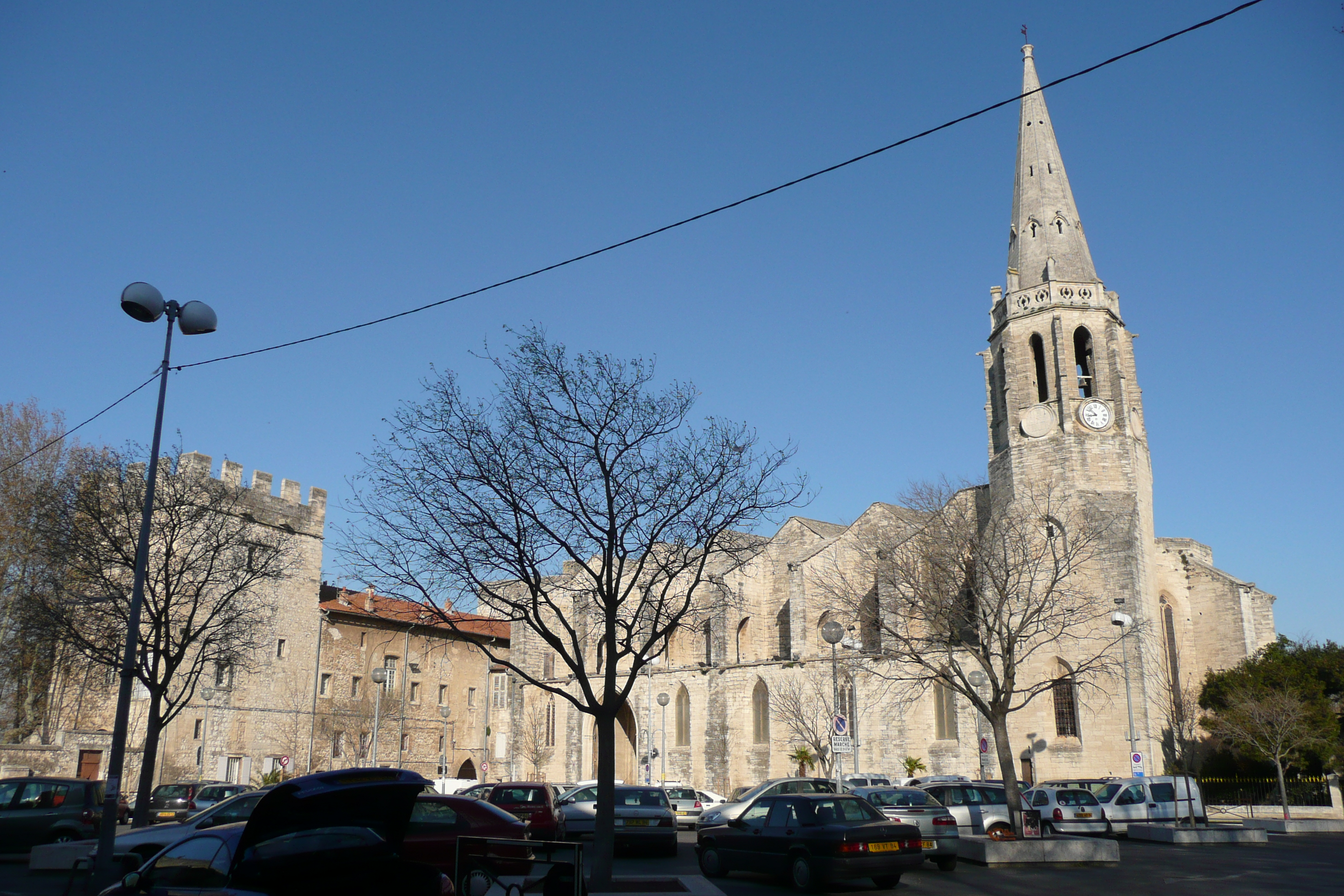
Église Notre-Dame-de-Bon-Repos à Montfavet.

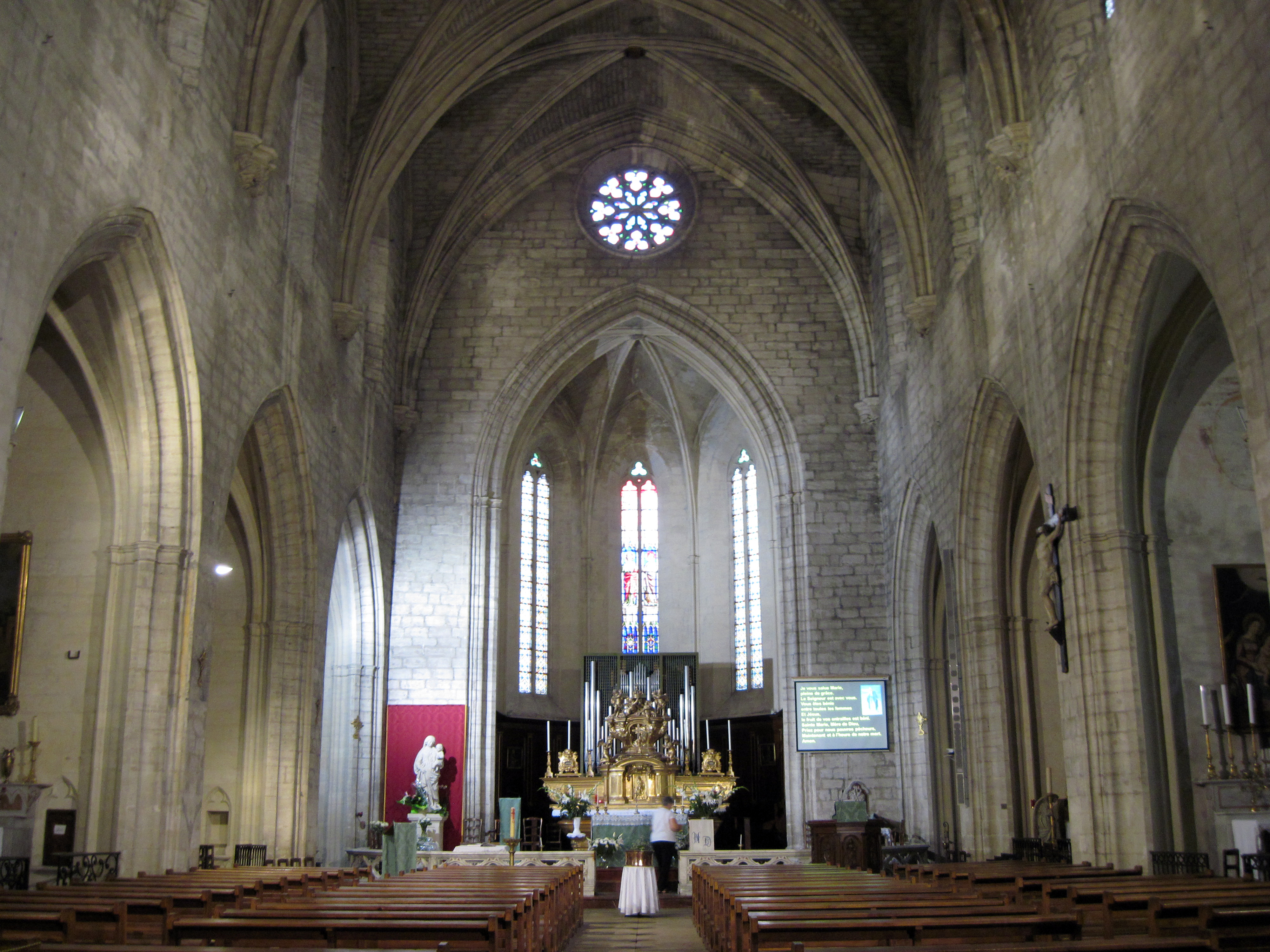
Nef de l'église Notre-Dame-de-Bon-Repos.

L'histoire de Montfavet est étroitement liée à la construction au lieu-dit « Bon Repos », dans les années 1343-1347, du monastère fondé par le Cardinal Bertrand de Montfavet, originaire du diocèse de Cahors et neveu du pape Jean XXII. Le nom de ce cardinal est aujourd'hui celui de la principale rue du quartier (cours Cardinal Bertrand de Montfavet) mais il est surtout à l'origine du nom de ce quartier avignonnais. C'est en effet autour du monastère et de son église que vont peu à peu s'agglomérer au fil des siècles les exploitations et habitations qui constitueront le cœur du noyau villageois montfavétain.
Le monastère lui-même prit le nom de son fondateur, mort en 1343 sans avoir pu voir l'ouvrage achevé par les maçons Bertrand et Pierre Folcoaud d'Avignon. Le cardinal sera inhumé sous une dalle, devant l'autel même, en 1343 et, si cette tombe a aujourd'hui disparu, il subsiste encore dans une chapelle voisine celle de Pierre de Cohorn, un noble Suédois exilé dont l'inscription datée de 1486 raconte une peu banale odyssée. Cette dalle funéraire, « découverte » au XVIIIe siècle dans des conditions rocambolesques à la Tour d'Espagne voisine, est aujourd'hui reconnue comme un faux moderne.
Au monastère est accolée son église, Notre-Dame-de-Bon-Repos. Isolés en campagne, l'ensemble architectural a été fortifié et compris entre deux puissantes tours carrées, crénelées mais sans machicoulis. On peut reconnaître encore, à l'intérieur des bâtiments, la salle capitulaire, le réfectoire, le chauffoir ainsi que l'emplacement des cuisines.
Le couvent de Montfavet dépendit d'abord de l'abbaye Saint-Ruf, avant d'être transformé en bénéfice au début du XVe siècle puis d'être uni à l'Œuvre du pont d'Avignon (1452), pour finalement accueillir, en 1613, quelques religieux Récollets. En 1759, ceux-ci furent remplacés par des Capucins.

Notre-Dame-de-Bon-Repos est aujourd'hui classée monument historique. Elle abrite une Vierge à l'Enfant en pierre dite Notre-Dame du Bon Repos datant du XIVe siècle, un tableau : le Christ en croix, une dalle funéraire de Pierre de Cohorn, mort en 1479 et un maître-autel.

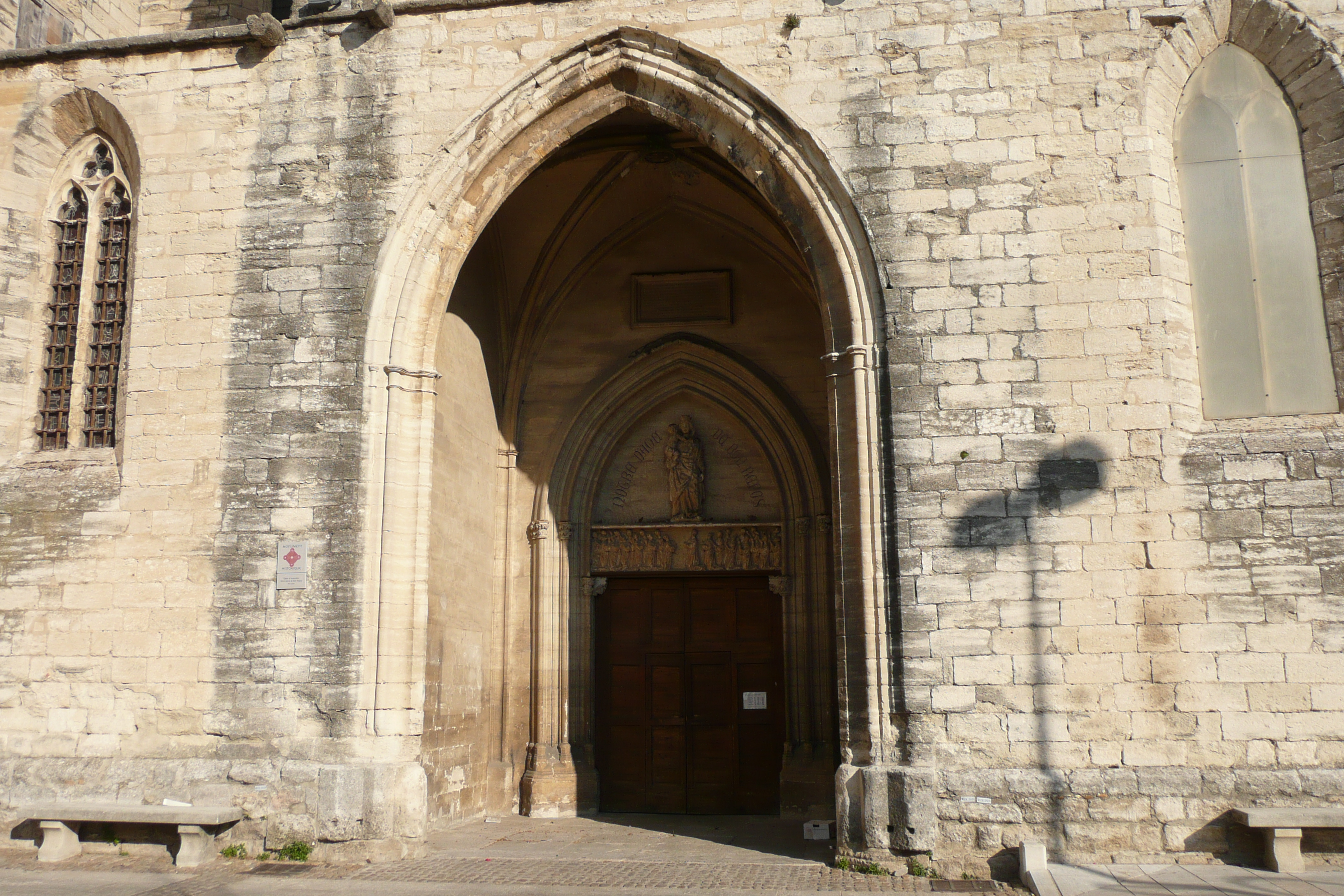
Détail du portail de l'Église Notre-Dame-de-Bon-Repos.
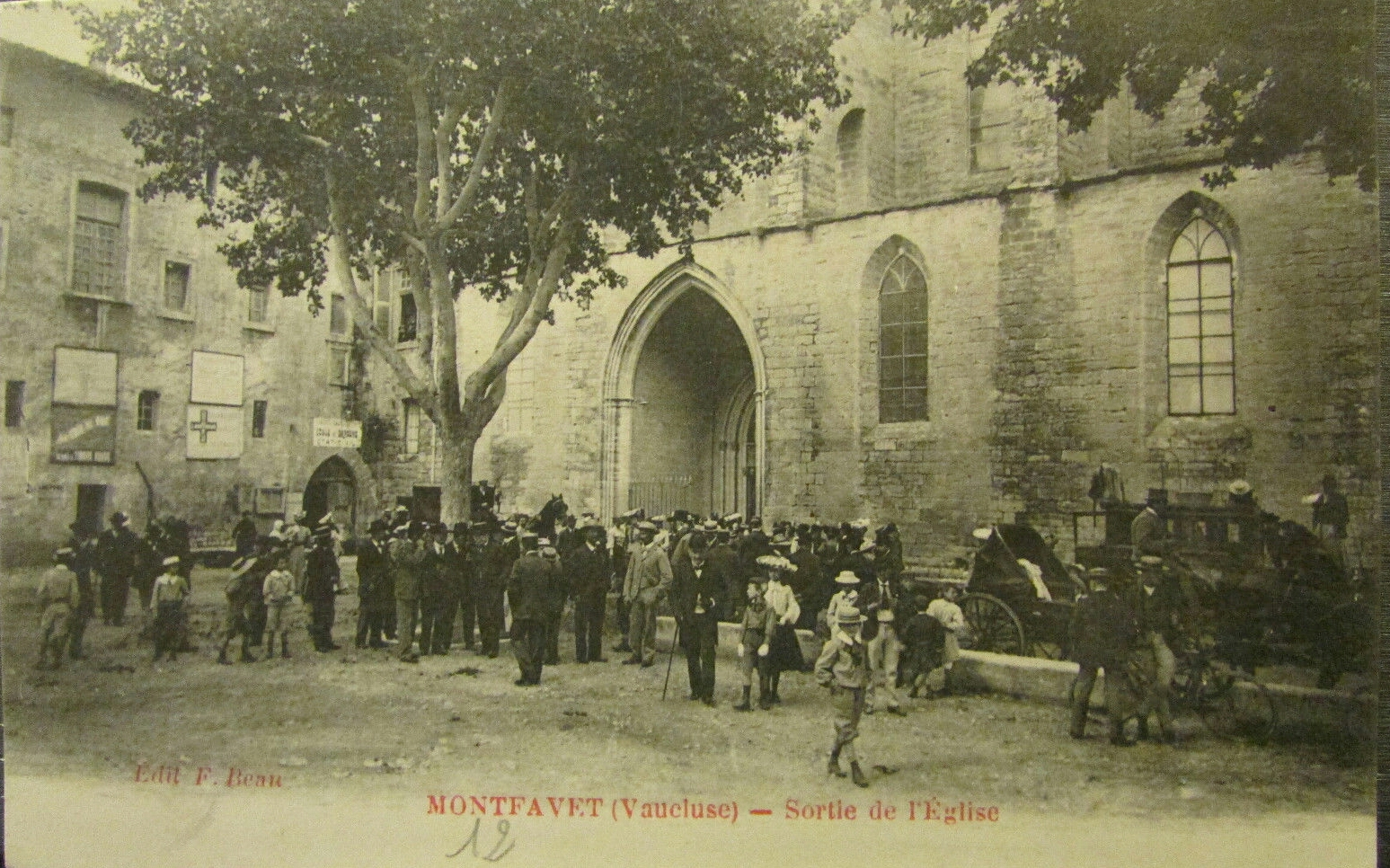
Sortie de messe en 1910.
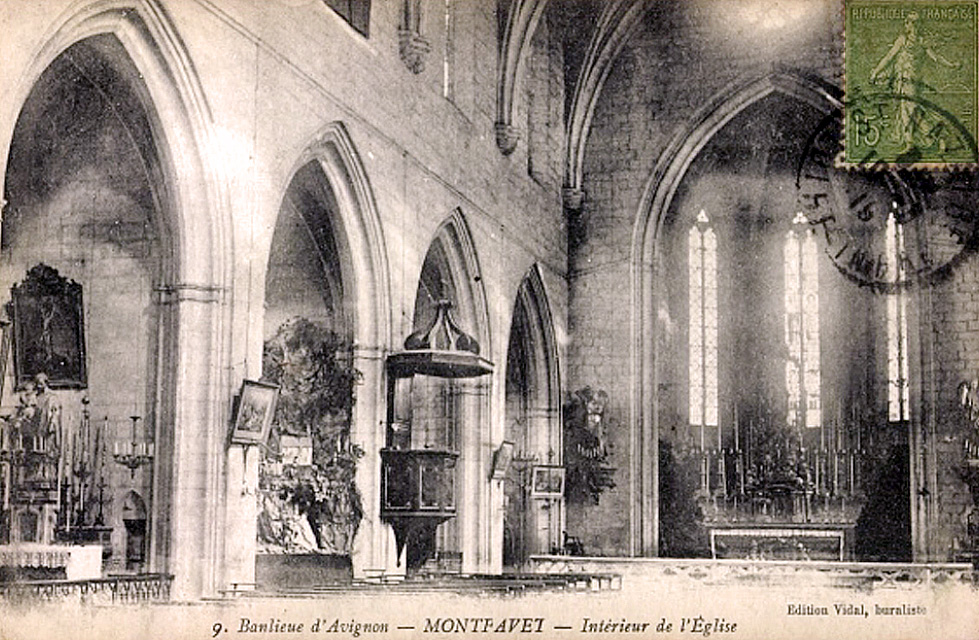
Nef de l'église (carte postale ancienne).

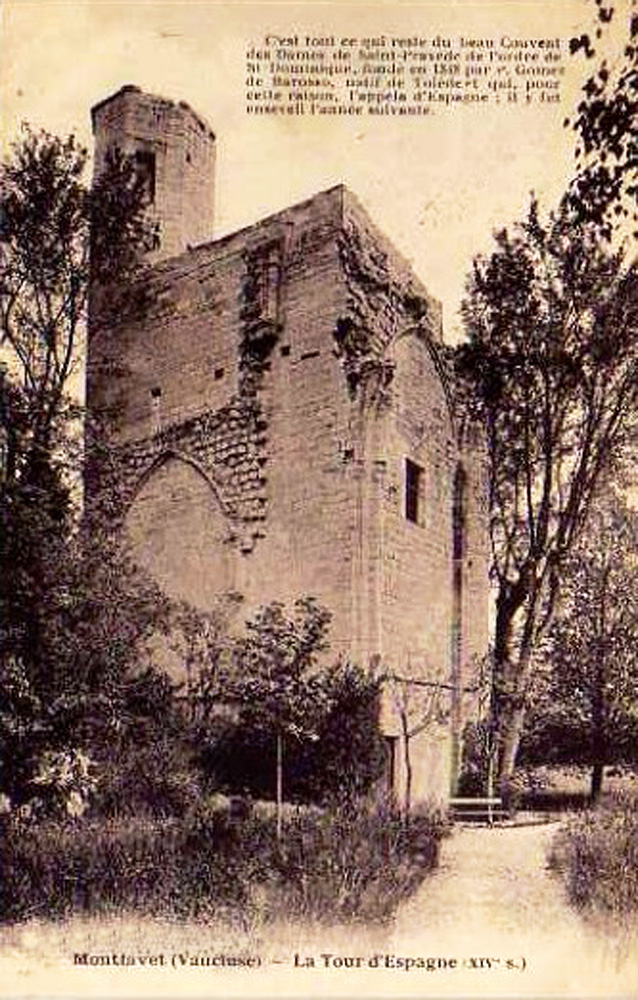
La tour d'Espagne à Montfavet, seul vestige du couvent.

#### La Tour d'Espagne
La Tour d'Espagne est le dernier vestige du monastère de Sainte-Praxède, elle est visible à quelques centaines de mètres au nord de l'église. Un ancien couvent de dominicaines fondé en 1348 par le cardinal Gomez de Barosso, transféré en 1409 dans les murs de la ville, à Sainte-Praxède. Le nom vient du surnom de son fondateur, Pedro Gomez de Barrosso, colégat de Bertrand de Montfavet qui était surnommé le cardinal d'Espagne.

#### Autres lieux et sites

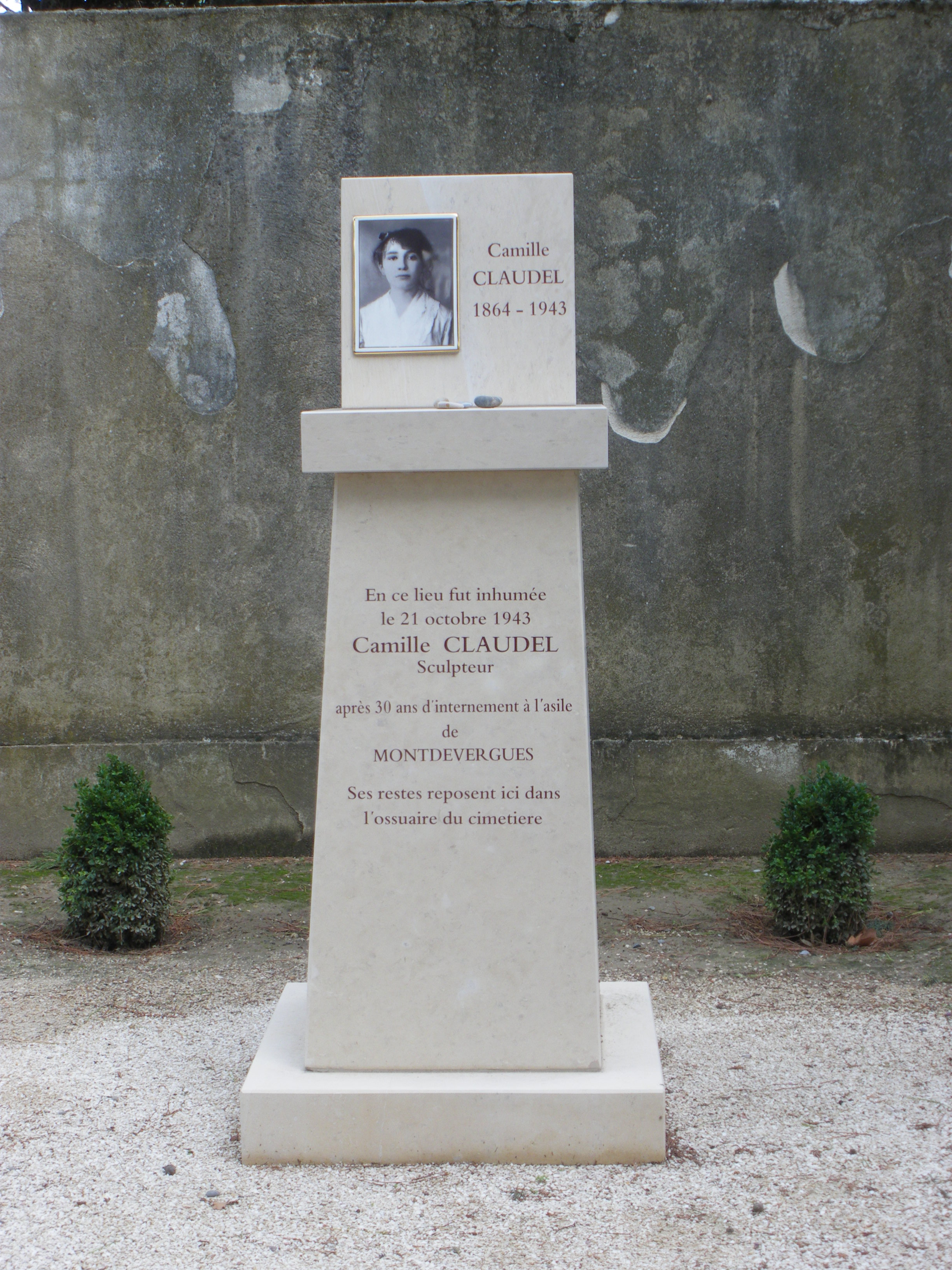
Mémorial Camille Claudel.

- Monastère Sainte-Claire, fondé en 1941, abrite une communauté de clarisses.
- Monuments commémoratifs :
  - Mémorial Camille Claudel,
  - Monument aux morts[42].
- Le Centre Hospitalier Montfavet Avignon. L'ordonnance royale du 21 septembre 1839 autorisa la Maison de Santé à acquérir la principale partie du domaine agricole de Montdevergues, d'abord pour y installer des convalescents. Les trente premiers malades hommes arrivèrent en 1844, pour prendre place dans la ferme réaménagée. Cet asile a notamment eu comme patiente Camille Claudel. Au cours des trente années qu'elle y passa, elle connut les périodes les plus difficiles de l'histoire de l'hôpital — la période de surpopulation (2 000 patients en 1937), la Première Guerre mondiale, mais surtout la Seconde Guerre mondiale au cours de laquelle elle décède : les restrictions mais aussi la politique du régime de Vichy provoquèrent pénuries et malnutrition dans les hôpitaux psychiatriques et entraînèrent de nombreux décès.
- Domaines :
  - Domaine de la Grande Castelette[43].
  - Domaine de la Queyrelle[44].
  - Domaine de la Durette[45].
  - Domaine de Montcaillou[46].
- Fontaine couverte[47].

### Personnalités liées à Montfavet
- Bertrand de Montfavès, cardinal.

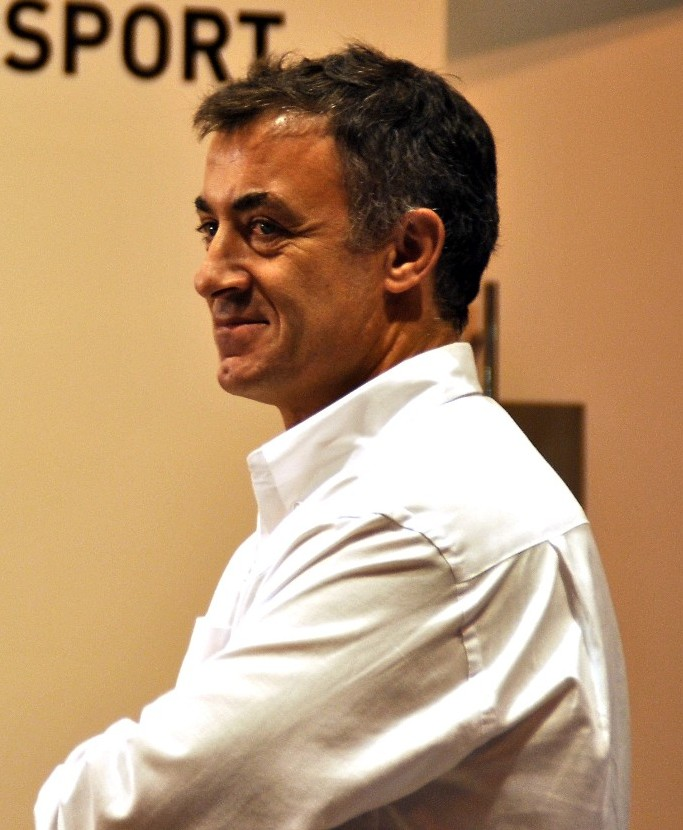
Le pilote automobile Jean Alési est natif de Montfavet.

- Jules-François Pernod, industriel, fondateur de la marque Pernod.
- Jules-Félix Pernod, industriel, fondateur de la marque Anis Pernod.
- Camille Claudel : elle fut inhumée au cimetière de Montfavet, après trente ans au Centre Psychiatrique de Montdevergues, le 21 octobre 1943.
- Maurice-Mathieu-Louis Rigaud (1912-1961), évêque de Pamiers puis archevêque d'Auch.
- Jean Alesi, pilote automobile.
- Georges Roux (Christ de Montfavet), guérisseur réputé puis chef de secte controversé[10].
- Jo Krasker, musicien.
- La famille de Jean Girardon(1884-1965) a habité pendant de nombreuses années la propriété des "Frènes" transformée depuis en hôtel. De cette famille sont issus deux officiers généraux, combattants de la France Libre, le vice-amiral Robert Girardon (1979-1983) et le général de brigade aérienne Louis Girardon (1919-2009)
- La famille Aubanel était propriétaire du château de la "Durette", dont les terres sont dédiées à l'agroforesterie sous le contrôle de l'INRA. Jean de la Croix Aubanel, fils du félibre Théodore et certains de ses descendants ont vécu à la "Durette".